# 아일랜드 총리
아일랜드 총리(아일랜드어: Taoiseach [ˈt̪ˠiːʃəx])는 아일랜드 정부수반이다. 총리는 하원이 지명하고 대통령이 임명하며 직을 유지하기 위해 하원의원 과반의 지지를 필요로 한다.
아일랜드 총리의 공식 명칭은 영어와 아일랜드어로 티셔흐(Taoiseach)다. 족장, 지도자라는 뜻으로 1937년 아일랜드 헌법에 의해 "정부수반 또는 총리"의 명칭으로 채택됐다. 타국 총리는 아일랜드어로 통칭 príomh-aire라 한다.